# Họ San hô khối
Họ San hô khối (Poritidae) là một họ san hô thuộc bộ San hô cứng (Scleractinia). Các loài thuộc họ này thuộc loại san hô tạo rạn. Kích thước và hình dáng của chúng rất đa dạng nhưng đa phần có kích cỡ lớn, lập thành từng lớp và có nhiều nhánh, cành và kết thành một lớp vỏ cứng. Coralit và vách ngăn có bề mặt lỗ rỗ. Tác giả Veron xem họ này không phải là một họ tự nhiên mà chỉ là một tập hợp các chi vốn không có chỗ nào khác để xếp vào.

## Chi
Theo Sổ ghi thế giới về các loài sinh vật biển (World Register of Marine Species) thì họ này gồm các chi như sau:
- Alveopora de Blainville, 1830 - Khoảng 18 loài.
- Goniopora de Blainville, 1830 - Khoảng 30 loài.
- Machadoporites - Chỉ có một đại diện là loài Machadoporites tantillus
- Porites - Khoảng 80 loài.
- Poritipora - Chỉ có một đại diện là loài Poritipora paliformis.
- Stylaraea - Chỉ có một đại diện là loài Stylaraea punctata.